# جزیره یوژنی
جزیره یوژنی (روسی: Южный, lit. southern) جزیره جنوبی مجمع‌الجزایر نوایا زملیا است که در شمال روسیه قرار دارد. مساحت این جزیره ۳۳٬۲۷۵ کیلومتر مربع مساحت دارد و با وجود این‌که از جزیره شمال خود (جزیره سورنی) کوچک‌تر است، اما همچنان یکی از بزرگ‌ترین جزیره‌های دنیا به‌شمار می‌رود.
جزیره یوژنی توسط تنگه ماتوچکین از جزیره سورنی جدا می‌شود. این تنگه باریک بیشتر طول سال پوشیده از یخ است. دریای بارنتز در غرب جزیره یوژنی و دریای کارا در شرق آن قرار دارند.
ننتس‌ها ساکنان اصلی جزیره یوژنی بودند ولی بخش عمده ساکنان این جزیره در دهه ۱۹۵۰ میلادی به منظور آزمایش جنگ‌افزار هسته‌ای تخلیه شدند.
جزیره یوژنی دارای جمعیت زیاد پرنده‌های دریایی است. گونه‌های توندرا بخش عمده پوشش گیاهی جزیره را تشکیل می‌دهد.